# جورج بنسون هال جونيور
جورج بنسون هال جونيور هو شخصية أعمال كندي، ولد في 1810 في أمهيرستبارج في كندا، وتوفي في 4 سبتمبر 1876 في Beauport, Quebec City ‏ في كندا.